# Medaljon (billede)
 For alternative betydninger, se Medaljon. (Se også artikler, som begynder med Medaljon)
Medaljon er et relief, billede eller malerier i runde indfatninger. I ornamentikken var medaljon især yndet under Louis-XVI-stilen, på hvis arkitektur og kunsthåndværk man ofte ser ovale medaljoner, ophængt i eller ledsaget af dekorative sløjfer og bladguirlander.
| - Ved Læssøesgades Skole - Plakette ved indgangen til Læssøesgades Skole i Aarhus med billede af Demeter og Persefone. |